# Bistum Kilmore
Das Bistum Kilmore (lateinisch Dioecesis Kilmorensis, irisch Deoise na Cille Móire, englisch Diocese of Kilmore) ist eine in Irland gelegene römisch-katholische Diözese mit Sitz in Cavan. Sein Territorium stimmt weitgehend mit dem historischen Königreich Bréifne überein.

## Geschichte
Das Bistum Kilmore wurde im 5. Jahrhundert errichtet. 1152 wurde das Bistum Kilmore dem Erzbistum Armagh als Suffraganbistum unterstellt.
Das Gebiet des Bistums Kilmore in der Kirchenprovinz Armagh ist in der Karte unten braun dargestellt.

## Bischöfe von Kilmore
- Patrick Tyrrell OFM, 1678–1689, dann Bischof von Meath
- Michael McDonough OP, 1728–1746
- Lawrence Richardson OP, 1747–1753
- Andrew Campbell, 1753–1769
- Dionysius Maguire OFM, 1770–1798
- Charles O’Reilly, 1798–1800
- Jacobus Dillon, 1800–1806
- Fargal O’Reilly, 1807–1829
- James Browne, 1829–1865
- Nicholas Conaty, 1865–…
- Bernard Finnegan, 1886–1887
- Edward MacGennis, 1888–1906
- Andrew Boylan CSsR, 1907–1910
- Patrick Finegan, 1910–1937
- Patrick Lyons, 1937–1949
- Austin Quinn, 1950–1972
- Francis Joseph MacKiernan, 1972–1998
- Philip Leo O’Reilly, 1998–2018
- Martin Hayes, seit 2020